# Elle le ferait si elle le pouvait

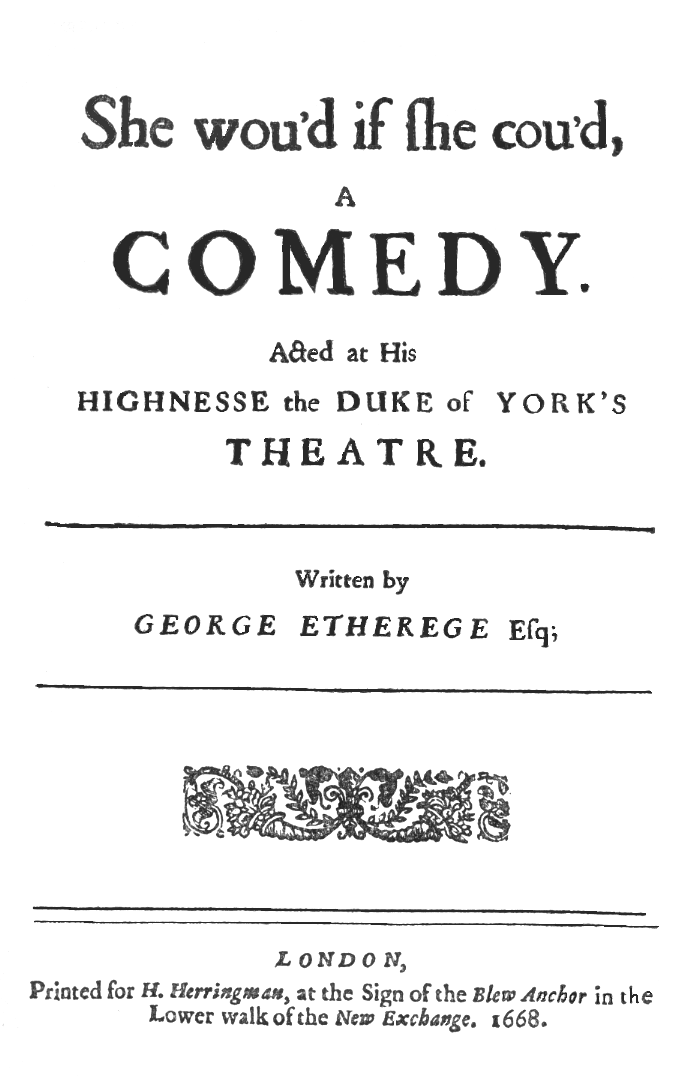
Frontispice de la première édition de la pièce

Elle le ferait si elle le pouvait, titre original She Would if She Could, est une comédie de la Restauration anglaise, en cinq actes et en prose de George Etherege. C'est sa seconde et avant-dernière pièce. Écrite en 1668, elle fut jouée au début de cette même année, le 6 février 1668 au théâtre de Dorset Garden, quatre ans après sa première œuvre, The Comical Revenge, qui fut un grand succès et qui est parfois considérée comme la première véritable comédie de la Restauration,. 

## Détail de l'intrigue

### Acte I

#### Scène 1, au domicile de Courtall
Courtall et Freeman sont deux jeunes gentilshommes londoniens. Oisifs et pleins d'esprit, ils passent leur temps à courtiser les femmes et les jeunes filles. Mrs Sentry, la dame de compagnie de lady Cockwood, vient chez Courtall lui annoncer discrètement que sa maîtresse est revenue à Londres pour quelque temps. On comprend que cette lady aimerait bien reprendre un flirt amorcé avec Courtall lors de son précédent séjour. Elle est venue avec son mari, sir Oliver, ami aussi de Courtall, d'un parent, sir Joslin, et de deux jeunes cousines, Gatty et Ariana, tous originaires de la campagne. Ils ont loué une grande maison à Londres pour eux tous.
Sir Oliver vient saluer Courtall, et Sentry, effrayée, n'a que le temps de se cacher dans une armoire. Sir Oliver confie à Courtall qu'il trouve la vie à la campagne terriblement ennuyeuse, et qu'il n'est pas fâché de se retrouver à Londres :
| Sir Oliver -- Il me semble véritablement avoir été absent une éternité, mais j’ai l’intention de rattraper ce temps perdu. Combien vont les affaires, je vous prie ? Est-ce que le vin est bon, et les femmes gentilles ? Par ma foi, il vaut mieux pour un homme être un vagabond dans cette ville qu’un juge de paix à la campagne. Je suis moi-même devenu un sot par manque de loisirs de gentleman. Si un homme lâche ne serait-ce qu’un juron, les gens sursautent comme si un coup de feu venait d’être tiré. Et si le hasard fait qu’il s’accouple avec la fille de son voisin sans l’aide d’un pasteur et qu’il laisse derrière lui une petite preuve de sa tendresse, il y a bientôt un tel tumulte que le pauvre homme est contraint de fuir le pays. Quant à l’ivrognerie, c’est vrai qu’on peut la pratiquer sans scandale, mais la boisson est si abominable qu’on s’en abstient par crainte que ce vice nous rende inaptes à l’amour. Courtall -- Je constate, sir Oliver, que vous avez conservé votre ancienne disposition d’esprit, et que vous êtes résolu à briser le cœur de votre charmante femme. Sir Oliver -- Vous ne pensez tout de même pas que je sois assez cruel et méchant pour lui apprendre tout cela ! Non, non, ce sont des secrets que je ne partage qu’avec d’honnêtes compagnons tel que vous. |

Avant de prendre congé, sir Oliver invite Courtall et son ami Freeman à dîner le soir même au restaurant. Il leur présentera sir Joslin, qui est, dit-il, un joyeux compagnon.

#### Scène 2, au domicile de lady Cockwood
Sentry vient faire le compte-rendu de son entretien avec Courtall à lady Cockwood. Celle-ci est ravie, tout en craignant pour son honneur, qui est son obsession. Puis sir Oliver vient lui dire qu'il dînera ce soir en ville avec son parent sir Joslin, absence qui n'est pas pour déplaire à lady Cockwood. Tout le monde sort. Les deux cousines, Gatty et Ariana, entrent et se montrent elles aussi enchantées de leur venue à Londres. Gatty, plus intrépide, parle d'aller faire tout de suite un tour en ville :
| Gatty — Crois-tu que nous sommes ici pour rester enfermées, ne prenant la liberté que d'aller de notre chambre à la salle à manger, et de la salle à manger à notre chambre ? Comme des oiseaux en cage, sautant éternellement entre deux perchoirs ? |

### Acte II

#### Scène 1, au jardin des mûriers
Courtall et Freeman sont sortis un moment du restaurant où ils dînent avec sir Oliver et sir Joslin.
| Courtall (parlant de sir Oliver et de sir Joslin) -- Y a-t-il un couple de fops mieux assorti que ces deux chevaliers ? Freeman -- Ce sont la harpe et le violon — la nature les a accordés comme si elle voulait qu'ils jouent tous les deux en permanence les bouffons. Courtall -- Je suis tranquille maintenant du côté de sir Oliver, car il n'osera pas rentrer à la maison tant qu'il ne sera pas complètement ivre. Il sentira alors grandir sa vaillance, insultera et défiera sa charmante femme, pour être contraint, le matin suivant, de feindre un amer repentir, avec des larmes et des prières. Freeman -- Que faisons-nous alors à perdre notre temps ici, au jardin des mûriers ? Pourquoi ne pas rendre visite à cette dame ? Courtall -- Te voilà sur cette piste aussi excité que si tu suivais de près un gibier. Freeman -- Puisque nous connaissons le fourré, pourquoi ne pas commencer la chasse ? Courtall -- Doucement, mon bon Franck ! Tout d'abord sache que les lois de l'honneur, prescrites pour ces agréables situations, t'interdisent de m'accompagner. Ensuite, as-tu assez peu d'esprit pour penser que cette femme discrète, qui a été témoin de tant de faiblesses humaines, puisse avoir une si bonne opinion de la fidélité de son amant pour le pousser à la tentation ? Freeman -- Nous ne devons donc pas espérer que Madame nous fasse faire connaissance avec ses dames de compagnie Courtall -- C'est tout aussi raisonnable que d'espérer qu'un vieil escroc te fasse connaître ses dupes. Mais on pourra peut-être en tirer plus tard des avantages, lorsque je serai admis dans la famille. |

Courtall et Freeman croisent Gatty et Ariana, portant des masques. Elles traversent rapidement la scène. Courtall et Freeman se demandent s'ils doivent les suivre.
| Freeman -- Ha, ha, comme elles sont arrivées d'un pas léger et espiègle ! Rien que leur allure est assez tentante pour réveiller les sangs d'un vieux magistrat. Je t'en prie, suivons-les. Courtall -- J'ai été si souvent le dupe de ces masques que j'ai juré une bonne douzaine de fois de ne plus m'y intéresser. Ces masques dissimulent la plupart du temps un visage laid ou, pire encore, une vieille connaissance. Freeman -- Il est vrai que ce sont les raisons les plus vraisemblables pour qu'une femme se refuse le plaisir d'être regardée. |

Malgré la réticence de Courtall, ils se mettent à les suivre. Conscientes et ravies de l'intérêt qu'elles ont éveillé, elles marchent vite et ils ont du mal à les rattraper. Finalement, en prenant deux chemins différents, ils arrivent à les arrêter.
| Courtall -- Avec votre permission, mesdames... Gatty -- Je m'aperçois que vous êtes assez hardis pour vous en passer. Freeman -- Votre serviteur, mesdames... Ariana -- Et de toutes les autres dames qui se donneront la peine de vous divertir. Freeman -- Bon sang, leurs langues sont aussi agiles que leurs jambes. Courtall -- Comment pouvez-vous être si peu aimables au point de faire perdre contenance à deux jeunes gens timides, qui étaient venus en pure amitié vous proposer leurs services ? Gatty -- C'était dommage de se moquer d'eux, ma sœur. Ariana -- On dirait effectivement qu'ils paraissent n'avoir jamais été taquinés auparavant. |

S'engage alors entre eux une joute verbale. Les deux jeunes filles montrent tant d'esprit, qu'elles éveillent de plus en plus l'intérêt des deux jeunes gens. Ils aimeraient les connaître davantage, et pour cela qu'elles enlèvent leurs masques.
| Freeman -- Êtes-vous si farouches pour vous masquer ainsi ? Courtall -- Fi, fi, ôtez ces hontes de tous les beaux visages. Gatty -- Par égard pour votre réputation, nous les conserverons. Ne comprenez-vous pas qu'on pourrait nous prendre pour des relations à vous, si vous osiez montrer publiquement nos visages avec vous ? Ariana -- Et quelle honte cela serait pour un couple de jeunes galants ! Il me semble que vous devriez rougir rien que d'y penser. Courtall -- Ces masques sont de jolis jouets inventés à l'origine pour le bien des pauvres amoureux comme nous, afin de tromper les jaloux et de rendre aveugles les méchants. Mais cet usage bénéfique a été si malicieusement perverti que maintenant tous les honnêtes hommes haïssent mortellement cette mode. Freeman -- Un visage agréable est aussi rarement couvert par un masque qu'un bon chapeau par une boîte graisseuse — et pourtant, sur ma conscience, vous êtes toutes les deux charmantes. Courtall -- Retirez-les légèrement pour satisfaire un scrupule ridicule. Ariana -- C'est un juste châtiment appelé sur vous par l'inexcusable péché de bavardage. Gatty -- Vous ne pourrez vous vanter auprès de vos amis que d'une robe en farendon et d'un morceau de velours noir. Courtall -- C'est vrai qu'il existe de vaines personnes dont l'attitude relâchée a dernièrement grandement découragé les façons de faire des dames vertueuses. Freeman -- Mais j'espère que vous avez assez de charité pour croire que nous ne faisons pas partie de cette bande de méchants. Ariana -- On ne peut faire confiance à aucun homme. Gatty -- Que la honte soit sur l'ensemble de votre sexe, car une femme a plus de chance de devenir conseiller privé qu'un jeune galant un amoureux. |

Courtall et Freeman leur donnent rendez-vous pour le lendemain au même endroit. Elles conditionnent leur acceptation à leur promesse de ne pas voir d'autres femmes d'ici là. Ils acceptent et s'en vont. Restées seules, elles échangent leurs impression :
| Ariana -- Je me demande ce qu'ils pensent de nous ! Gatty -- Tu peux facilement l'imaginer, car ils ne sont pas d'un naturel si démodé pour croire tout ce qui a été dit. Je t'assure que l'opinion la plus favorable qu'ils peuvent avoir est que nous sommes un peu sauvages, et que nous avons besoin d'un bon dressage. Ariana -- Et toi, je te prie, que penses-tu d'eux ? Gatty -- Ma foi, tant de bonnes choses que j'ai honte de te le dire. Ariana -- Que ne les ai-je jamais vus ! Gatty -- Ah, tu en es déjà là ! Ariana -- Je t'en prie, faisons un tour ou deux en marchant et parlons d'eux. Gatty -- Prenons soin alors de ne pas être trop précises dans nos louanges, de peur de découvrir que nous empiétons sur les inclinations de l'autre et que nous nous querellions. (Elles sortent). |

#### Scène 2, au domicile de sir Oliver
Lady Cockwood est mécontente que Courtall ne soit pas venu lui faire une visite, alors qu'elle avait spécialement dépêché sa dame de compagnie, Mrs Sentry, chez lui à l'acte I scène 1, pour lui annoncer son retour à Londres.
| Sentry — Chère madame, ce n'est pas raisonnable de vous affliger ainsi. Je mettrais ma tête à couper que ce n'est pas un manque de zèle mais d'opportunité qui l'a retenu. Lady Cockwood — Quel homme ingrat ! Être aussi insensible à la passion d'une femme ! Sentry — Si je pensais qu'il était aussi méchant, étrangement je le haïrais, mais madame... Lady Cockwood — Ne prononcez pas un mot pour sa défense — je suis résolue à l'oublier. Homme perfide, négliger une occasion aussi douce ! |

Mais voilà qu'arrive Courtall, et le ton de lady Cockwood change du tout au tout.
| Lady Cockwood (sursautant à l'arrivée de Courtall) — Mr Courtall, pour l'amour du ciel, comment se fait-il que vous venez ici ? Courtall — J'ai été guidé par ma bonne fortune et par votre servante, Mrs Sentry. Sentry — Votre humble servante, monsieur. Mais je proteste, vous m'avez aussi fait sursauter en arrivant ici de façon si inattendue. Lady Cockwood — Je n'imaginais pas que ma présence en ville fût déjà connue. Courtall — Sir Oliver m'a fait la faveur de m'inviter à dîner aujourd'hui, et c'est lui qui m'a apporté cette heureuse nouvelle, madame. Aussi, dès que j'ai pu, j'ai pris la liberté de venir avec grand plaisir vous saluer. |

Lady Cockwood propose des chaises et Sentry sort. Lady Cockwood masque son plaisir sous des dehors de femme vertueuse, et Courtall lui dit qu'il doit retourner au restaurant où l'attendent sir Oliver et sir Joslin. Ils se fixent un rendez-vous secret le lendemain à dix heures, Courtall précisant qu'il viendra avec son petit carrosse qui n'a que deux places. Courtall sort.
Peu après Gatty et Ariana rentrent. Elles ont à peine le temps d'expliquer à lady Cockwood où elles étaient, qu'arrivent sir Oliver et sir Joslin ivres tous deux, accompagnés de Courtall et Freeman. Gatty et Ariana, apercevant ces deux derniers, poussent un cri et disparaissent, mais les deux jeunes gens les ont vues et ont reconnu les vêtements des deux demoiselles masquées qu'ils ont rencontrées au jardin des mûriers. Cela contrarie Courtall :
| Freeman (à Courtall) — Ce sont exactement les mêmes robes et les mêmes manteaux. Courtall — Leur surprise confirme que ce sont bien elles. Freeman — Morbleu, nous nous sommes joliment trahis. Courtall — Toutes mes intentions et tous mes plans sont annulés à présent, car elles vont tout dévoiler innocemment à lady Cockwood, qui ne montrera aucune indulgence. |

Pendant que sir Oliver, ivre, fait une scène à lady Cockwood, sir Joslin est parti chercher Gatty et Ariana et revient avec elles. Elles se retrouvent face à Courtall et Freeman, qui inventent rapidement une explication à leur présence :
| Freeman — Je savais que nous vous surprendrions, jeunes filles. Courtall — Ma foi, je pensais jusque-là que ce tour de passe-passe n'était guère qu'une plaisanterie, et ne puis croire que ce coquin d'astrologue fût aussi adroit. Freeman — Comme il les a décrites exactement, et comme ses indications pour les retrouver ont été précises ! Gatty — Ainsi vous avez consulté un magicien, messieurs. Courtall — Vous ne pouvez pas nous en blâmer, jeunes filles. La perte de nos cœurs nous a tant affectés, qu'elle excuse tout à fait les moyens indirects que nous avons employés pour retrouver les jolies voleuses qui nous les avaient dérobés. Ariana — Ne t'avais-je pas dit, ma sœur, quels hommes industrieux ils sont ? Gatty — J'avoue que je croyais innocemment qu'ils s'étaient engagés par avance avec un écrivain public ou un chirurgien, et je les souhaitais aussi perfides. Freeman — Mais nous avons tenu nos serments, jeunes filles. Ariana — Vous devez beaucoup à la providence. Gatty — Mais bien plus que cela ma sœur. Car ils nous ont dupées en nous faisant croire qu'ils étaient fidèles ; qui sait dans quels désagréments cette tromperie nous aurait conduites. Courtall — Pourquoi vous montrez-vous si déraisonnables, jeunes filles, à attendre de notre part ce que nous n'aurions guère espérer venant de vous ? Fi, fi, le respect de la parole donnée est une chose en dessous de l'honneur d'un gentleman. Freeman — C'est un piètre expédient, qui ne convient qu'à maintenir la réputation des citoyens médiocres ! |

Les femmes se retirent, tandis que les hommes se remettent à boire joyeusement.

### Acte III

#### Scène 1, à lanouvelle Bourse
Depuis qu'il a rencontré Gatty et Ariana, Courtall n'est plus très motivé pour pousser plus avant l'intrigue entamée avec lady Cockwood. Il fait en sorte que leur rendez-vous secret échoue à cause de l'arrivée d'autres personnes. En tête à tête un instant avec lady Cockwood, il se lamente hypocritement de cette suite fâcheuse, allant même jusqu'à dire que c'est elle la responsable de cet échec :
| Courtall — Morbleu, madame, si vous aviez fait moins de cérémonie et étiez monter immédiatement dans mon carrosse, nous aurions évité ce contre-temps. Lady Cockwood — L'extrême sensibilité de mon honneur a anéanti tous mes espoirs de bonheur. Courtall — Être ainsi dépité au plus fort de mes espérances m'exaspère profondément. Lady Cockwood — Modérer un peu votre passion, monsieur. Il se peut que je trouve un moyen. Courtall — Oh, il n'y en a pas, madame. Il ne faut plus y penser maintenant que l'on vous a vue avec moi. Quitter les autres sous n'importe quel prétexte paraîtra si suspect que mon souci de votre honneur me rendra si fébrile et si mal à l'aise que je ne pourrai pas apprécier tout le bonheur que vous me donnerez. Lady Cockwood — Vous me semblez trop scrupuleux, héroïque monsieur. Courtall — En plus de mes préoccupations vous concernant, madame, vous connaissez les obligations que j'ai à l'égard de sir Oliver et les marques d'amitié échangées de part et d'autre. Quelle affliction ce serait pour un cœur généreux que d'être considéré comme perfide et ingrat. Lady Cockwood — Devons-nous donc malheureusement nous séparer ? |

Courtall lui dit que non, mais c'est en réalité pour revoir les deux cousines Gatty et Ariana. Il convainc lady Cockwood de dîner ce soir au « Bear » avec elles et lui. Lady Cockwood accepte, car elle sait que sir Oliver, puni pour son attitude de la veille, ne peut sortir.

#### Scène 2, au domicile de sir Oliver
Sir Joslin vient chercher sir Oliver pour une nouvelle nuit de débauche qu'il a organisée au « Bear ». Sir Oliver l'informe que, pour l'empêcher de sortir, lady Cockwood a fait mettre tous ses habits sous clef, et qu'il n'a pour tout vêtement que ce qu'il porte sur lui : des pantoufles, une robe de chambre et une calotte, sa tenue d'humiliation comme il l'appelle. Sir Joslin finit tout de même par le convaincre de venir, disant qu'un gentleman tel que lui peut se permettre de s'habiller de cette façon. Sir Oliver le suit donc dans cette tenue.

#### Scène 3, au restaurant "The Bear"
Courtall, lady Cockwood, Gatty et Ariana, accompagnés par Mrs Sentry et Freeman, arrivent au « Bear ». Le garçon leur apprend que le cabinet où ils s'installent par erreur est réservé à Sir Joslin et à sir Oliver, et qu'une ou deux filles doivent les rejoindre. Lady Cockwood enrage de jalousie, mais ils s'installent tous néanmoins dans un cabinet voisin. Sir Joslin et sir Oliver arrivent à leur tour, bientôt rejoints par Rakehell, un entremetteur chargé de fournir les filles. Ce dernier s'étonne de la tenue vestimentaire de sir Oliver :
| Rakehell — Il me semble que votre toilette, sir Oliver, est un peu trop rustique pour un homme de votre capacité. Sir Oliver — Je suis de temps en temps d'une humeur bizarre, monsieur, alors que j'ai les moyens à la maison d'être aussi élégant que n'importe quel homme. Rakehell — Votre coiffure est trop choquante, sir Oliver — cette toque noire n'est plus portée que par les joueurs de violon et par les serveurs. Sir Joslin — Je vous en prie, mon petit Rakehell, n'allez pas gâter la bonne opinion que mon frère Cockwood a de lui-même. Moi je trouve que sa calotte est un ornement ravissant, qui rend un homme à la fois aimable et avisé. Rakehell — Je vous accorde que c'est un produit sérieux convenant aux hommes d'affaires, qui, à tout moment, penchent le front et se grattent la tête ; aussi leurs entreprises excluent toute autre couvre-chef. Mais un amoureux a mieux à faire qu'à paraître le crâne chauve devant sa maîtresse. |

Rakehell force sir Oliver à porter une perruque. Freeman, puis Courtall, viennent les rejoindre, prétextant une rencontre fortuite. Quand les musiciens arrivent, lady Cockwood, Gatty, Ariana et Mrs Sentry, toutes déguisées, pénètrent dans le cabinet et se mettent à danser. Sir Joslin et sir Oliver, ravis de tant de femmes, s'échauffent de plus en plus, quand lady Cockwood feint un évanouissement. Toutes les femmes se démasquent, et sir Oliver fait amende honorable avec beaucoup d'apparente sincérité. Lady Cockwood confie à l'oreille de Courtall qu'elle est ravie de l'aventure, car cela lui permettra d'avoir encore plus de liberté qu'auparavant. Pendant ce temps sir Joslin confie à sir Oliver qu'il a fait renvoyer Rakehell et les filles dans un autre restaurant, et que la fête reprendra là-bas à six heures précises. Sir Oliver s'en réjouit.

### Acte IV

#### Scène 1, au domicile de sir Oliver
Lady Cockwood commence à avoir des doutes sur la sincérité de Courtall à son égard :
| Lady Cockwood — Une dame ne peut pas être trop jalouse de son amant, lorsque celui-ci est d'âge infidèle et inconstant. Il prétend que sa conduite amoureuse actuelle avec cette fille babillarde n'est qu'un moyen de tromper sir Oliver. Moi, je crains que cela soit un signe que son cœur a changé. Les lettres que j'ai contrefaites au nom de cette fille vont tout éclaircir. S'il accepte ce rendez-vous et refuse le mien, je n'aurai plus le moindre doute. |

Elle fait parvenir anonymement cette lettre écrite soi-disant par Gatty à Courtall, lui proposant un rendez-vous au « Jardin de la source ». Elle apprend qu'il a lu cette lettre avec joie. Puis elle a dépêché Mrs Sentry auprès de lui pour lui proposer un rendez-vous pour elle-même. Courtall répond que cela lui est impossible pour l'instant à cause de graves questions personnelles qu'il doit résoudre. Lady Cockwood est alors fixée sur la duplicité de Courtall. Par vengeance, elle prévient son mari, sir Oliver, que Courtall lui fait une cour assidue. Puis elle interroge les deux cousines, et apprend que Courtall et Freeman les avaient courtisées au jardin des mûriers, alors qu'elle-même attendait impatiemment Courtall chez elle (à l'acte II scène 2). Elle se promet de fâcher Courtall avec tout le monde. Ainsi elle dit aux deux cousines que Courtall et Freeman se vantent partout de leurs bonnes fortunes avec elles. Elle veut cependant ménager Freeman, car elle espère une ouverture avec lui. Elle lui envoie tout de même une lettre identique.

#### Scène 2, au «Jardin de la source»
Courtall et Freeman se rencontrent au « Jardin de la source », car c'est le même lieu de rendez-vous qui leur a été donné. Le premier étonnement passé, ils comparent leurs lettres et constatent que, non seulement elles contiennent mot pour mot le même texte, mais qu'elles sont écrites aussi de la même main. Ils ne savent qu'en penser, lorsque arrivent Gatty et Ariana, peu enchantées de rencontrer Courtall et Freeman après les calomnies que lady Cockwood leur a dites sur eux.
| Freeman — Venez-vous faire un tour avec nous ? Ariana — Allez-y seuls si vous le désirez. Gatty — Notre compagnie risque d'être une contrainte pour vous, car je vous vois tous les jours rôder dans ces jardins comme un faucon planant au-dessus d'une basse-cour, guettant l'occasion de se saisir d'une volaille. Ariana — Malheur à la fille ou à la femme d'un tailleur ou d'un pauvre chapelier, car vous vous rendez rarement ici sans de tels complots contre la City. Freemann — Vous vous trompez, mesdemoiselles. Nos affaires ont heureusement abouti depuis que nous avons l'honneur d'être à votre service. Gatty — Vous ne pouviez pas vous attendre à nous voir ici. Courtall — Un véritable amoureux, madame, quand sa maîtresse lui manque, est aussi agité qu'un épagneul qui a perdu son maître. Il court çà et là dans les parcs et les jardins, et ne demeure longtemps que dans les endroits où il a eu la joie de la voir. Gatty — Je suppose, monsieur Courtall, que ce que vous appelez maîtresse est la dernière femme dont vous avez fait la connaissance. Courtall — Ne pensez pas, madame, que j'ai, à propos de mes connaissances, cette fausse appréciation, que les poètes ont de leurs vers, pensant toujours que les derniers sont les meilleurs — bien que, vous, je vous estime en rapport à votre mérite. Gatty — Ou, si vous ne l'aimez pas le plus, vous aimez toujours en parler le plus — comme un poseur stérile, qui, par manque de conversation, divertit la compagnie en parlant du dernier livre qu'il a lu. Courtall — Vous m'accusez injustement à présent, madame ! Qui diable, ayant le sens commun, irait chasser les oiseaux avec une crécelle au chapeau ? Ariana — Mais, nous ne vous blâmons pas, messieurs. Chacun a sa manière — le chasseur parle de ses chiens, le fauconnier de ses oiseaux, le jockey de son cheval, et le galant de ses maîtresses ! Gatty — Sans la permission de cette vanité, l'amour deviendrait vite aussi ennuyeux que le mariage. Courtall — Quoi que vous disiez, mesdemoiselles, je ne puis croire que vous pensez que nous sommes hommes d'aussi abominables principes. Freeman — Pour ma part, j'ai toujours tenu pour de l'ingratitude de se vanter des faveurs d'une maîtresse au même titre que de nier les grâces d'un ami. |

Ces échanges de mots d'esprit se poursuivent jusqu'à l'arrivée de lady Cockwood et de Mrs Sentry. La présence soudaine de lady Cockwood ouvre les yeux de Courtall et de Freeman sur la provenance des lettres :
| Freeman — Courtall, je soupçonne que c'est elle madame Machiavel. Courtall — Tu as raison, c'est sans aucun doute elle qui a monté ce complot. Je suis à présent aussi décontenancé que si sir Oliver m'avait surpris entreprenant sa femme. |

Gatty et Ariana tentent d'expliquer à lady Cockwood qu'elles viennent de rencontrer involontairement Courtall et Freeman. Lady Cockwood insinue que c'est sans doute eux qui ont écrit les lettres pour les compromettre et les laisser sans défense à leur merci. Elle est un moment inquiète, quand Mrs Sentry, qui a écrit les deux lettres, lui apprend que Gatty connaît son écriture. Heureusement qu'arrivent alors sir Oliver, sir Joslin et Rakehell, tous ivres. Le premier sort son épée pour défendre l'honneur de sa femme, et l'acte se finit sur un début de duel et sur les cris des femmes qui s'enfuient en courant.

### Acte V

#### Scène 1, scène unique au domicile de sir Oliver
| Lady Cockwood (seule dans son salon) — Je ne pensais pas que la boisson le rendrait aussi désespéré. S'ils se sont tués mutuellement, je serai vengée et libérée de toutes mes craintes. (Sentry entre) Sentry, votre négligence et votre étourderie me feront du tort un jour ou l'autre. Si sir Oliver et sir Joslin n'étaient pas arrivés si fort à propos dans le jardin, les lettres auraient été découvertes, et mon honneur se serait retrouvé à la merci d'un homme faux et de deux jeunes filles railleuses. Avez-vous pu glisser un mot à monsieur Freeman dans la bousculade ? Sentry — Oui, madame, et il m'a promis de se dégager dès qu'il le pourrait et d'attendre madame en secret. Lady Cockwood — J'ai quelque raison de penser que c'est un homme d'honneur. Sentry — Il m'a toujours semblé que son allure indique qu'il est bien plus gentleman que monsieur Courtall. Mais jusque-là, je ne voulais pas que madame connût mon opinion, de crainte d'offenser son inclination. Lady Cockwood — J'espère récupérer ces lettres par tous les moyens, et prévenir ainsi les embarras qu'elles pourraient causer à mon honneur. |

Sentry vient annoncer l'arrivée de Freeman. Lady Cockwood conçoit quelque espérance : « S'il a une réelle inclination pour ma personne, je lui donnerai une belle occasion de la révéler. » La conversation s'engage entre eux, quand Sentry vient annoncer l'arrivée inattendue de Courtall. Lady Cockwood fait cacher précipitamment Freeman dans un placard. Lady Cockwood proteste véhémentement de l'intrusion de Courtall chez elle, tandis que celui demande en vain pourquoi elle lui en veut maintenant. 
À ce moment, s'annonce sir Oliver, et Courtall n'a que le temps de se cacher sous une table, qui possède une nappe allant jusqu'au sol. Comme à son habitude, sir Oliver vient tout penaud s'excuser auprès de sa femme de son attitude de la veille. Dans son embarras, il fait tomber une orange par terre, et il demande à Sentry de lui apporter une bougie afin de rechercher le fruit qui a roulé sous la table. À ce moment, on frappe à la porte, et Sentry en profite pour aller ouvrir, emportant sciemment avec elle la seule bougie. Sir Oliver, fâché, court après elle, et lady Cockwood fait entrer Courtall dans le même placard que Freeman.
Sentry et sir Oliver reviennent, accompagnés des nouveaux arrivants, Gatty et Ariana. Après avoir hypocritement disputé Sentry pour être partie avec la bougie, lady Cockwood décide d'aller se coucher, et amène avec elle Sentry et sir Oliver. Gatty et Ariana pensent alors être seules. Elles reparlent des lettres et concluent qu'elles sont plutôt le fruit d'une femme jalouse que de deux hommes d'esprit. Elles reconnaissent qu'elles sont toujours amoureuses, et Ariana conclut par : « Je pense que s'ils nous donnaient une explication plausible, il serait difficile pour nous de les haïr. » Elles décident de chanter, et Ariana va prendre sa guitare dans le placard. Elle y trouve Courtall et Freeman. Les deux jeunes filles s'enfuient en criant, mais Courtall et Freeman les rattrapent. Les cris font revenir sir Oliver, lady Cockwood et Sentry. Courtall et Freeman prétendent que c'est Sentry qui, après avoir reçu un peu d'argent, les avaient introduits dans la maison, car ils voulaient s'expliquer avec Gatty et Ariana au sujet des lettres. Courtall montre la sienne, et les deux cousines reconnaissent l'écriture de Sentry. Alors Courtall doit inventer une nouvelle histoire. Selon lui, c'est bien lady Cockwood qui est l'instigatrice des lettres, mais elle a agi par vertu. Choquée de voir ses cousines sortir aussi librement, elle a fait rédiger deux fausses lettres pour les effrayer et les rendre plus réservées avec les hommes.
Courtall et Freeman disent qu'ils sont vraiment amoureux et prêts à épouser les deux cousines. Sir Joslin, qui rentre à l'instant avec des musiciens et Rakehell, donne son accord. Gatty et Ariana disent qu'elles vont observer Courtall et Freeman pendant un mois, et si leur conduite est irréprochable, elles se marieront avec eux. Tout le monde se réconcilie.

## Noms des personnages
La comédie des humeurs a fondé son comique sur certains personnages gouvernés par un trait de caractère particulièrement fort et caractéristique, qui les fait se retrouver dans des situations cocasses ou ridicules. Ce trait de caractère était souvent souligné par le nom donné au personnage. Cette tradition s'est maintenue dans la comédie de la Restauration, et dans Elle le ferait si elle le pouvait, on trouve :
- Courtall (court all : les courtise toutes)
- Freeman : homme libre[28]
- Sentry : sentinelle, qui veille en permanence, malgré les rebuffades, sur l'honneur de sa maîtresse, lady Cockwood
- Cockwood (à rapprocher de woodcock : bécasse)
- Rakehell : libertin
- Sir Joslin Jolly (jolly : gai, jovial)
- Les deux marchandes à la Bourse[29], Mrs Gazette et Mrs Trinket (Mme Gazette et Mme Babiole), ont des noms qui décrivent leurs activités principales.

## Analyse et critique
Lors des premières représentations, cette pièce ne fut guère appréciée. La faute en fut vraisemblablement au nombre exceptionnel de spectateurs qui se pressèrent au théâtre à cette occasion, et aux comédiens qui ne savaient pas suffisamment leurs textes. Pepys, qui assista à la première de la pièce, indique dans son journal à la date du 6 février 1668 : « Bien que je fusse sur place à deux heures, il y avait dehors mille personnes qui n'avaient pu trouver place au parterre ». Sa femme étant partie avant lui, il peut tout de même entrer, et il s'étonne du nombre incroyable de spectateurs : « Seigneur, comme la salle était bondée ! ». Il s'assoit très en retrait d'où il voit fort mal et n'entend pas tout. La pièce ne lui plaît pas, il la trouve « stupide et ennuyeuse, malgré de l'espièglerie et de l'esprit. » Pepys rapporte encore qu'Etherege, présent dans la salle, se plaignit des acteurs qui ne connaissaient pas leurs textes et n'étaient pas dans le ton. Au fil des représentations, la pièce connut pourtant un succès honorable, sans toutefois atteindre le triomphe de sa première pièce The Comical Revenge or, Love in a Tub. À peine trois ans plus tard, en 1671, Thomas Shadwell nota dans la préface des Humorists que ce fut vraisemblablement un mauvais jeu d'acteur qui compromit le succès de cette pièce, qu'il tenait pour la meilleure comédie écrite depuis la réouverture des théâtres en 1660.
Dans cette pièce, Etherege joue sur les relations homme-femme, opposant également, comme il était courant dans ce genre de comédie, la ville et la campagne, et les jeunes et les vieux. Les vers ont quasiment disparu de cette seconde pièce. Ils ne subsistent que dans quelques couplets, chantés la plupart du temps par sir Joslin. 
C'est une comédie de la frustration et de l'hypocrisie, ce que confirme la fréquence avec laquelle les personnages doivent se cacher dans des placards, des bûchers ou sous des tables, afin d'éviter d'être découverts par des époux ou des amants soupçonneux, qui, à leur tour, doivent se dissimuler de tierces personnes. La vie n'est qu'un jeu où l'on feint une moralité de surface, et où l'on organise des rendez-vous secrets, que l'on annule ou que l'on reporte, avec des maîtresses ou des compagnons de beuverie. La conséquence habituelle est de s'exposer au ridicule. Lady Cockwood serait bien une débauchée, si elle pouvait l'être sans que personne le sache ; sir Oliver Cockwood serait bien un libertin si toutefois il y parvenait. Sir Joslin, le bruyant noceur, est une parodie de l'esprit de fête, car, avec tout son équipement de chansons, de danses et de musique, il n'arrive qu'à être un vieil ivrogne. William Moseley Kerby compare lady Cockwood à une Tartuffe femelle, qui parle perpétuellement et à haute voix de son honneur, tout en s'engageant dans des intrigues scandaleuses. Avec les jeunes amants, dont les équipées sont également compliquées et frustrantes, Etherege cède finalement à un dénouement heureux, mais, en chemin, ses héroïnes au franc-parler parviennent à déstabiliser leurs amoureux désinvoltes par des commentaires et des contre-attaques pleins d'esprit.
À partir du siècle suivant, les critiques se firent plus sévères à l'égard de cette pièce, comme de toutes les comédies de la Restauration. L'un de ces premiers critiques fut Richard Steele, qui écrivit dans The Spectator à propos de cette pièce : « Je conviens que c'est la nature, mais c'est la nature dans sa forme la plus corrompue et la plus dégénérée ».